# Radivoje Manić
Radivoje Manić est un footballeur serbe né le 16 janvier 1972 à Pirot (Yougoslavie aujourd'hui Serbie). Il était attaquant.